# Ізабель Сарлі

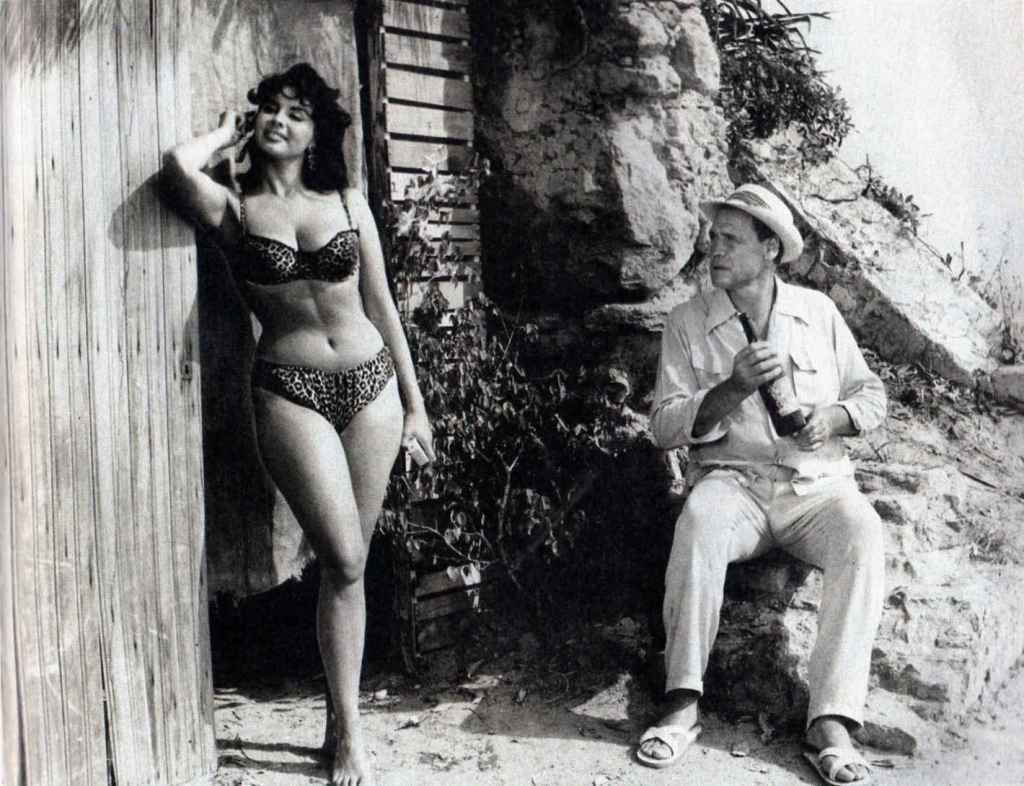
Армандо Бо і Ізабель Сарлі

Ізабель Сарлі (ісп. Isabel Sarli; нар. 9 липня 1935; Аргентина — пом. 25 червня 2019) — аргентинська акторка і модель 1950-х і 1960-х років.

## Життєпис
Ізабель Сарлі народилася в Конкордії, провінції Ентре-Ріос, в дитинстві мала прізвисько La Coca. Виборола титул Міс Аргентина 1955 року. Після цього познайомилася з режисером Армандо Бо, одружилася з ним і стала зіркою його фільмів. Серед них були такі, як El Trueno entre las hojas в 1956 році, створений за однойменною новелою Аугусто Роа Бастоса, де акторка — вперше в аргентинському кіно — знімалася оголеною, що продовжила і надалі. Вона стала зіркою в Латинській Америці, знімаючись у фільмах в Бразилії, Уругваї, Парагваї, Мексиці, Панамі і Венесуелі. Фільми Fuego (1969) і Fiebre (1970) стали відомі також в США і Європі.
Пізніше грала в мелодрамах. Після смерті чоловіка в 1981 році Ізабель Сарлі залишила кіно, але ще раз зіграла у фільмі режисера Jorge Polaco La Dama Regresa. У 2009 році вона зіграла у фільмі Polaco Arroz con leche.

## Фільмографія
- Arroz con leche (dir. Jorge Polaco, 2009)
- La dama regresa (dir. Jorge Polaco, 1996)
- Una viuda descocada (1980)
- Insaciable (1979)
- Último amor en Tierra del Fuego (1979)
- Una mariposa en la noche (1977)
- La diosa virgen (Sudáfrica/ Argentina, 1975)
- El sexo y el amor (1974)
- Intimidades de una cualquiera (1974)
- Furia infernal (1973)
- Fiebre (1972)
- Éxtasis tropical (1969)
- Embrujada (1969)
- Desnuda en la arena (1969) Alicia
- Fuego (1968) Laura
- Carne (1968) Delicia
- La mujer de mi padre (1968)
- La señora del Intendente (1967) Flor Tetis
- La tentación desnuda (1966) Sandra Quesada
- Días calientes (1966)
- La mujer del zapatero (1965)
- La diosa impura (1964) Laura
- La leona (1964)
- Lujuria tropical (1964)
- Setenta veces siete (1962)
- La burrerita de Ypacaraí (1962)
- Favela (1961)
- Setenta veces siete (Argentina, sin dir. de Armando Bó (de Torre Nilsson) 1961)
- …Y el demonio creó a los hombres (1960)
- India (1960) Ansisé
- Sabaleros (1959)
- El trueno entre las hojas (1956)